# Charles J. Berry
Pour les articles homonymes, voir Berry (homonymie).
Charles Joseph Berry (10 juillet 1923 – 3 mars 1945) est un caporal du Corps des marines qui reçut à titre posthume la médaille d’honneur pour ses actions durant la Seconde Guerre mondiale.

## Biographie
Après avoir obtenu son diplôme d'études secondaires, Berry s'enrôle dans le Corps des marines en octobre 1941 et suit une formation de recrue à Quantico en Caroline du Sud. Après des derniers entraînements en Caroline du Nord, Berry rejoint le 1er bataillon de parachutistes pour opérer dans les îles Salomon à partir de juin 1942. Il combat également à Bougainville et Guadalcanal pendant une courte période avant rejoindre à San Diego, en Californie, en février 1944. Posté au "Camp Elliott" à San Diego, il est rattaché à la 5e division des Marines et est envoyé sur les îles hawaïennes où il est promu caporal le 22 juillet 1944. 
Débarqué sur Iwo Jima le 19 février 1945, il est tué au combat le 3 mars lors d'une l'action qui lui a valu la médaille d'honneur. Initialement inhumé dans le cimetière de la 5e division des Marines d'Iwo Jima, il est exhumé en 1948 puis rapatrié dans le cimetière d'Elmwood, à Lorain, dans l'Ohio.